# طفرة غير منطقية

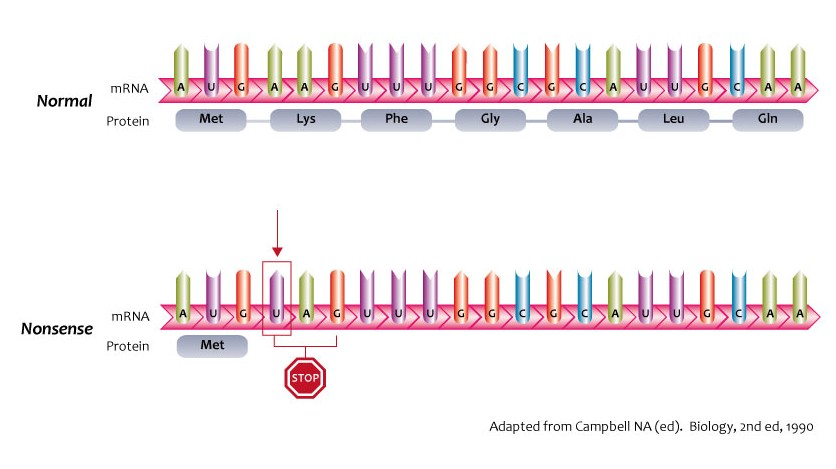
صورة لطفرة غير منطقية

الطفرة غير المنطقية هي طفرة جينية في تسلسل الحمض النووي ينتج عنها منتج بروتيني أقصر وغير مكتمل. الحمض النووي عبارة عن سلسلة من العديد من الجزيئات الأصغر تسمى النيوكليوتيدات. أثناء تكوين البروتين ، تقرأ متواليات نوكليوتيدات DNA (أو RNA) ثلاثة نيوكليوتيدات في وقت واحد بوحدات تسمى الكودونات ، ويتوافق كل كودون مع حمض أميني محدد أو إشارة توقف (إيقاف كودون). تسمى أكواد الإيقاف أيضًا أكواد غير منطقية لأنها لا ترمز إلى حمض أميني وبدلاً من ذلك تشير إلى نهاية تخليق البروتين. وبالتالي ، تحدث طفرات غير منطقية عندما يتم إدخال هراء سابق لأوانه أو كودون توقف في تسلسل الحمض النووي. عندما يتم ترجمة التسلسل الطافر إلى بروتين ، يكون البروتين الناتج غير مكتمل وأقصر من المعتاد. وبالتالي ، فإن معظم الطفرات غير المنطقية تؤدي إلى بروتينات غير وظيفية.